# CoccoシングルCD スペシャルパンチ
「Cocco シングルCD スペシャルパンチ」は、日本の歌手Coccoの17枚目のシングルである。2014年11月26日に発売。販売元はSPACE SHOWER MUSIC。

## 概要
- Coccoのシングルとしては、2010年6月9日発売の「ニライカナイ」以来となる。
- 2011年6月8日発売のDVD『Inspired movies』に続く東日本大震災救援企画第2弾で、本作の利益の全額が東日本大震災の義援金として寄付されている。2015年8月15日に、最初の寄付の報告が公式ホームページ上に掲載され、Cocco本人のコメントもYouTubeで配信された[1]。

## 収録曲
（全作詞・作曲：Cocco／編曲：スペシャルパンチプロジェクト）
1. 希望の光（3:23）
2010年のライブ『COUNTDOWN JAPAN 10/11』で披露された曲[2]。
2. ドラゴン気流（3:21）
未発表曲。発売日より本曲のミュージックビデオ用の動画の一般募集を開始した。